# Agonita
Agonita es un género de escarabajos de la familia Chrysomelidae. El género fue descrito por Strand en 1942.
Tienen el cuerpo robusto. Las antenas son más gruesas hacia el extremo. El escutelo es estrecho y alargado. Se alimentan de plantas de muchas familias diferentes, como Balsaminaceae, Bignoniaceae, Euphorbiaceae, Orchidaceae, Poaceae, Rubiaceae, etc. Se encuentran en Asia y África.

## Especies
- Agonita amoena (Péringuay, 1908)
- Agonita andrewesi (Weise, 1897)
- Agonita andrewesimima (Maulik, 1919)
- Agonita angulata (Chen & Tan, 1962)
- Agonita apicata (Chen & Sun, 1964)
- Agonita apicata Medvedev, 2001
- Agonita apicipennis (Baly, 1869)
- Agonita attenuata (Gestro, 1917)
- Agonita bakeri (Uhmann, 1931)
- Agonita bangalana (Duvivier, 1890)
- Agonita bicolor (Gestro, 1897)
- Agonita brittoni Uhmann, 1954
- Agonita carbunculus (Maulik, 1919)
- Agonita castanea (Tan & Sun, 1962)
- Agonita cherapujiensis (Maulik, 1916)
- Agonita chinensis (Weise, 1922)
- Agonita chlorina Maulik, 1928
- Agonita clavareaui (Gestro, 1899)
- Agonita coomani (Pic, 1924)
- Agonita cribicollis (Gestro, 1900)
- Agonita darjeelingensis (Basu, 1999)
- Agonita decemmaculata (Kraatz, 1900)
- Agonita decorata (Gestro, 1897)
- Agonita discrepans (Uhmann, 1954)
- Agonita drescheri (Uhmann, 1960)
- Agonita dulitana (Uhmann, 1938)
- Agonita fallax Gestro, 1911
- Agonita femoralis (Weise, 1905)
- Agonita fossulata (Guérin-Méneville, 1844)
- Agonita foveicollis (Chen & Tan, 1962)
- Agonita fuscipes (Baly, 1858)
- Agonita himalayensis (Maulik, 1919)
- Agonita immaculata (Gestro, 1888)
- Agonita incerta (Gestro, 1896)
- Agonita indenticulata (Pic, 1924)
- Agonita insularis (Gestro, 1896)
- Agonita interrupta (Duvivier, 1891)
- Agonita jacobsoni (Uhmann, 1928)
- Agonita javanica (Gestro, 1900)
- Agonita kerintjica (Uhmann, 1928)
- Agonita klapperichi Uhmann, 1954
- Agonita kuntzeni (Uhmann, 1931)
- Agonita laevicollis (Gestro, 1917)
- Agonita laticeps (Gressitt, 1939)
- Agonita limbata (Pic, 1927)
- Agonita lineaicollis Pic, 1941
- Agonita lohita (Basu, 1999)
- Agonita lucida (Gestro, 1897)
- Agonita luzonica (Weise, 1922)
- Agonita macrophthalma (Gestro, 1922)
- Agonita maculigera (Gestro, 1888)
- Agonita malangensis (Weise, 1922)
- Agonita mauliki (Gestro, 1920)
- Agonita metasternalis (Tan & Sun, 1962)
- Agonita methneri (Uhmann, 1928)
- Agonita mira (Gestro, 1917)
- Agonita modiglianii (Gestro, 1892)
- Agonita nana (Gestro, 1917)
- Agonita nanpinensis (Chen & Sun, 1964)
- Agonita nigra (Tan & Sun, 1962)
- Agonita nigriceps (Baly, 1869)
- Agonita nigricornis (Gestro, 1911)
- Agonita nigrovittata (Gestro, 1897)
- Agonita nilava (Maulik, 1919)
- Agonita nitida (Gestro, 1906)
- Agonita omeia (Chen & Sun, 1964)
- Agonita omoro (Takizawa, 1975)
- Agonita pallidipennis (Maulik, 1919)
- Agonita pallipes (Spaeth, 1933)
- Agonita parallela Uhmann, 1961
- Agonita parvula (Gestro, 1890)
- Agonita picea (Gressitt, 1953)
- Agonita pictipes (Chen & Sun, 1964)
- Agonita pilipes (Chen & Sun, 1962)
- Agonita pitava (Basu, 1999)
- Agonita purpurascens (Gressitt, 1939)
- Agonita quadripunctata (Guérin-Méneville, 1844)
- Agonita regularis Uhmann, 1967
- Agonita ruficollis (Chen & Sun, 1964)
- Agonita saundersii (Baly, 1858)
- Agonita sculpturata (Gressitt, 1953)
- Agonita semibrunnea (Pic, 1940)
- Agonita seminigra (Tan & Sun, 1962)
- Agonita shailaja (Maulik, 1919)
- Agonita shelfordi (Gestro, 1903)
- Agonita spaethi (Uhmann, 1928)
- Agonita spathoglottis (Uhmann, 1929)
- Agonita suturella (Baly, 1858)
- Agonita suturellamima (Maulik, 1919)
- Agonita tabangae Uhmann, 1960
- Agonita tavoya (Maulik, 1919)
- Agonita tayabasenis (Uhmann, 1931)
- Agonita testaceicornis (Pic, 1942)
- Agonita tricolor (Chûjô, 1933)
- Agonita tristicula (Weise, 1922)
- Agonita tristis (Chen & Sun, 1962)
- Agonita umtalica (Uhmann, 1930)
- Agonita undata (Uhmann, 1929)
- Agonita unicolor Chûjô, 1933
- Agonita variegata (Gestro, 1907)
- Agonita vicina (Uhmann, 1935)
- Agonita wallacei (Baly, 1858)
- Agonita weberi (Weise, 1911)
- Agonita xanthosticta (Gestro, 1897)